# 金頭矮麗魚
金頭矮麗魚，為輻鰭魚綱鱸形目隆頭魚亞目慈鯛科的其中一種，分布於南美洲法屬圭亞那Approuague河流域，體長可達6.7公分，棲息在水質混濁、森林覆蓋的溪流，生活習性不明，可作為觀賞魚。